# Pardosa procurva
Pardosa procurva là một loài nhện trong họ Lycosidae.
Loài này thuộc chi Pardosa. Pardosa procurva được Yu & Da-xiang Song miêu tả năm 1988.